# Diadora
Diadora — итальянская компания, производитель спортивной одежды, обуви и инвентаря, базирующаяся в Каэрано-ди-Сан-Марко в провинции Тревизо. Технический спонсор и создатель униформы для итальянской ассоциации судей. С 2009 года является дочерней структурой холдинговой компании LIR S.r.l.; в её холдинг входит также другой итальянский производитель обуви и одежды, Geox.

## История
Компанию основал в 1948 году Марчелло Даниеле (Marcello Danieli). Даниеле выбрал название «Диадора» по совету своих друзей; это слово происходит из греческого языка и означает «с помощью подарков». Основной специализацией компании были ботинки для альпинизма. В течение 1950-х годов обувь Diadora приобрела популярность по всей Италии, и в начале 1960-х годов началась автоматизация производства, в частности были проибретены права на технологию литья под давлением.
В 1960-х годах компания начала производство обуви для горнолыжного и других видов спорта. В 1966 году у компании появился новый логотип с пятью шарами, которые должны были вызывать ассоциацию с олимпийскими кольцами. В 1970-х годах компания начала заключать спонсорские контракты со звёздами спорта, первое крупное соглашение было подписано с теннисистом Бьорном Боргом. В середине 1970-х годов Diadora начала осваивать рынок футбольных бутс, в 1978 году был подписан спонсорский контракт с футболистом Роберто Беттегой. В этот период руководство компанией перешло к трём сыновьям основателя, Пьерлуиджи, Роберто и Диего Даниеле. По их инициативе Diadora последовала примеру таких конкурентов, как Nike, adidas и Puma, начав переносить производство в страны Азии, где была дешевле рабочая сила и можно было использовать технологии с токсичными растворителями и материалами, запрещёнными в развитых странах.
В 1980-е годы Diadora нарастила своё присутствие в таких видах спорта, как теннис, легкая атлетика, футбол и расширила свою деятельность на велоспорт, баскетбол, волейбол, автоспорт, бокс, мотоспорт, пятиборье. Один из самых длительных контрактов был подписан с футболистом Роберто Баджо, сотрудничество с ним длилось около 11 лет, практически от начала карьеры Роберто до его прощального матча. Другие спонсорские контракты включали велосипедиста Морено Арджентина, бегунов Эдвина Мозеса и Себастьяна Коу, мотогонщика Марко Лучинелли, автогонщика Айртона Сенну, футболистов Вальтера Дзенгу и Энцо Шифо. В 1980-х годах был создан филиал в США Diadora America Inc., но он не сумел достичь значительного успеха на американском рынке и приносил убытки.
В 1990-х годах Diadora стала поставщиком формы для целого ряда футбольных команд в разных странах мира. В это десятилетие под брендом Diadora стала выпускаться одежда и спортивный инвентарь, включая футбольные мячи. В 1998 году братья Даниеле продали свою компанию итальянскому производителю рюкзаков Invicta SpA, в результате возникла компания Diadora-Invicta SpA. Объединённая компания создала новые направления, такие как рабочая обувь Diadora Utility, ретро-дизайн обуви Heritage, обувь для досуга d.lux. В 2006 году подразделение рюкзаков Invicta было продано компании Seven SpA, остальные операции вернулись к названию Diadora SpA.
В июне 2009 года Diadora SpA была куплена итальянским бизнесменом Марио Моретти Полегато, основателем компании Geox. Две компании, Geox и Diadora, входят в его холдинг LIR.